# GRP Systems & Fabricators
GRP Systems & Fabricators Inc. war ein philippinischer Hersteller von Automobilen. Es wird auch die Firmierung Lawin Motors genannt.

## Unternehmensgeschichte
Das Unternehmen aus Makati City begann 1989 mit der Produktion von Automobilen. Der Markenname lautete GRP. 2006 endete die Produktion.

## Fahrzeuge
Das Unternehmen fertigte auf Basis von Geländewagen von Isuzu und Toyota eigene Fahrzeuge mit einer Karosserie aus Kunststoff. Eine Quelle gibt an, dass es der erste philippinische Hersteller von Karosserien aus GFK war. Viele Fahrzeuge wurden als Taxi eingesetzt.
Das Modell Lawin war eine Limousine und die Ausführung Alamid ein Pick-up. Bei der viertürigen Limousine handelte es sich um eine Version des Opel Kadett C.
Eine Quelle gibt an, dass auch Jeepneys entstanden.